# Evert Hooijer
Evert Hooijer (1956) is een Nederlands voormalig voetballer die als verdediger speelde. Hij stond onder contract bij FC Twente '65, PEC Zwolle en SC Amersfoort. In 1977 transfereerde hij samen met Kees van Sloten naar SC Amersfoort.

## Carrièrestatistieken
| Seizoen         | Club            | Land            | Competitie      | Competitie | Competitie | Beker | Beker | Internationaal | Internationaal | Overig | Overig | Totaal | Totaal |
| Seizoen         | Club            | Land            | Competitie      | Wed.       | Dlp.       | Wed.  | Dlp.  | Wed.           | Dlp.           | Wed.   | Dlp.   | Wed.   | Dlp.   |
| --------------- | --------------- | --------------- | --------------- | ---------- | ---------- | ----- | ----- | -------------- | -------------- | ------ | ------ | ------ | ------ |
| 1975/76         | FC Twente '65   | Nederland       | Eredivisie      | 0          | 0          | 0     | 0     | 0              | 0              | 0      | 0      | 0      | 0      |
| 1976/77         | PEC Zwolle      | Nederland       | Eerste divisie  | –          | 1          | –     | 0     | 0              | 0              | 0      | 0      | –      | 1      |
| 1977/78         | SC Amersfoort   | Nederland       | Eerste divisie  | –          | –          | –     | 0     | 0              | 0              | 0      | 0      | –      | 0      |
| 1978/79         | SC Amersfoort   | Nederland       | Eerste divisie  | –          | –          | –     | 0     | 0              | 0              | 0      | 0      | –      | 0      |
| Carrière totaal | Carrière totaal | Carrière totaal | Carrière totaal | –          | 1          | –     | 0     | 0              | 0              | 0      | 0      | –      | 1      |